# Championnat d'Océanie féminin de basket-ball des moins de 17 ans
Cet article traite de l'épreuve féminine. Pour la compétition masculine, voir Championnat d'Océanie masculin de basket-ball des moins de 17 ans.
Le Championnat d’Océanie féminin de basket-ball des moins de 17 ans est une compétition féminine de basket-ball qui oppose les meilleures sélections nationales d’Océanie des joueuses de moins de 17 ans. Elle est organisée par la FIBA Océanie tous les 2 ans depuis 2004. Le titre de champion d’Océanie se joue entre 8 sélections des différentes zones d'Océanie. Les deux équipes finalistes de la compétition se qualifient directement pour le Championnat d'Asie féminin de basket-ball des moins de 18 ans pour ensuite tenter de se qualifier pour la Coupe du monde féminine de basket-ball des 19 ans et moins.

## Palmarès

### Championnat d'Océanie U18
| Édition | Année | Pays hôte        | Finale        | Finale | Finale           | Petite finale                    | Petite finale                    | Petite finale                    | Meilleure joueuse |
| Édition | Année | Pays hôte        | Champion      | Score  | Deuxième         | Troisième                        | Score                            | Quatrième                        | Meilleure joueuse |
| ------- | ----- | ---------------- | ------------- | ------ | ---------------- | -------------------------------- | -------------------------------- | -------------------------------- | ----------------- |
| 1re     | 2004  | Melbourne        | Australie     | 2–0    | Nouvelle-Zélande | Aucune autre nation participante | Aucune autre nation participante | Aucune autre nation participante | Non décerné       |
| 2e      | 2006  | /                | Australie (2) | 3–0    | Nouvelle-Zélande | Aucune autre nation participante | Aucune autre nation participante | Aucune autre nation participante | Non décerné       |
| 3e      | 2008  | Adélaïde         | Australie (3) | 3–0    | Nouvelle-Zélande | Aucune autre nation participante | Aucune autre nation participante | Aucune autre nation participante | Non décerné       |
| 4e      | 2010  | Palmerston North | Australie (4) | 3–0    | Nouvelle-Zélande | Aucune autre nation participante | Aucune autre nation participante | Aucune autre nation participante | Non décerné       |
| 5e      | 2012  | Porirua          | Australie (5) | 3–0    | Nouvelle-Zélande | Aucune autre nation participante | Aucune autre nation participante | Aucune autre nation participante | Non décerné       |
| 6e      | 2014  | Suva             | Australie (6) | 98–65  | Nouvelle-Zélande | Guam                             | 54–48                            | Tahiti                           | Non décerné       |
| 7e      | 2016  | Suva             | Australie (7) | 107–52 | Nouvelle-Zélande | Samoa                            | 75–65                            | Nouvelle-Calédonie               | Magbegor          |

### Championnat d'Océanie U17
| Édition | Année | Pays hôte    | Finale                                        | Finale                                        | Finale                                        | Petite finale                                 | Petite finale                                 | Petite finale                                 | Meilleure joueuse                             |
| Édition | Année | Pays hôte    | Champion                                      | Score                                         | Deuxième                                      | Troisième                                     | Score                                         | Quatrième                                     | Meilleure joueuse                             |
| ------- | ----- | ------------ | --------------------------------------------- | --------------------------------------------- | --------------------------------------------- | --------------------------------------------- | --------------------------------------------- | --------------------------------------------- | --------------------------------------------- |
| 1re     | 2017  | Hagåtña      | Australie                                     | 81–60                                         | Nouvelle-Zélande                              | Samoa                                         | 88–58                                         | Guam                                          | Bourne                                        |
| 2e      | 2019  | Nouméa       | Australie (2)                                 | 88–41                                         | Nouvelle-Zélande                              | Tahiti                                        | 62–56                                         | Samoa                                         | Potter                                        |
| 3e      | 2021  | Apia         | Non joué en raison de la pandémie de Covid-19 | Non joué en raison de la pandémie de Covid-19 | Non joué en raison de la pandémie de Covid-19 | Non joué en raison de la pandémie de Covid-19 | Non joué en raison de la pandémie de Covid-19 | Non joué en raison de la pandémie de Covid-19 | Non joué en raison de la pandémie de Covid-19 |
| 4e      | 2023  | Port Moresby | Australie (3)                                 | 87–57                                         | Nouvelle-Zélande                              | Samoa                                         | 135–47                                        | Papouasie-Nouvelle-Guinée                     |                                               |

## Médailles par pays
Tableau actualisé après le championnat 2023.
| Rang | Nation           | Or | Argent | Bronze | Total |
| ---- | ---------------- | -- | ------ | ------ | ----- |
| 1    | Australie        | 10 | 0      | 0      | 10    |
| 2    | Nouvelle-Zélande | 0  | 10     | 0      | 10    |
| 3    | Samoa            | 0  | 0      | 3      | 3     |
| 4    | Guam             | 0  | 0      | 1      | 1     |
| 4    | Tahiti           | 0  | 0      | 1      | 1     |

## Détail par pays
| Équipe                    | 2004 | / 2006 | 2008 | 2010 | 2012 | 2014 | 2016 | 2017 | 2019 | 2023 | Total |
| ------------------------- | ---- | ------ | ---- | ---- | ---- | ---- | ---- | ---- | ---- | ---- | ----- |
| Australie                 | 1er  | 1er    | 1er  | 1er  | 1er  | 1er  | 1er  | 1er  | 1er  | 1er  | 10    |
| Fidji                     |      |        |      |      |      | 7e   | 5e   |      |      |      | 2     |
| Guam                      |      |        |      |      |      | 3e   | 8e   | 4e   | 6e   |      | 4     |
| Îles Cook                 |      |        |      |      |      |      |      |      | 8e   |      | 1     |
| Îles Marshall             |      |        |      |      |      |      |      | 7e   |      |      | 1     |
| Îles Salomon              |      |        |      |      |      | 8e   |      |      |      |      | 1     |
| Nouvelle-Calédonie        |      |        |      |      |      | 5e   | 4e   | 5e   | 5e   |      | 4     |
| Nouvelle-Zélande          | 2e   | 2e     | 2e   | 2e   | 2e   | 2e   | 2e   | 2e   | 2e   | 2e   | 10    |
| Palaos                    |      |        |      |      |      |      |      | 8e   |      |      | 1     |
| Papouasie-Nouvelle-Guinée |      |        |      |      |      | 6e   | 7e   |      | 7e   | 4e   | 4     |
| Samoa                     |      |        |      |      |      | 9e   | 3e   | 3e   | 4e   | 3e   | 5     |
| Samoa américaines         |      |        |      |      |      | 10e  |      |      |      |      | 1     |
| Tahiti                    |      |        |      |      |      | 4e   | 6e   | 6e   | 3e   |      | 4     |
| Total                     | 2    | 2      | 2    | 2    | 2    | 10   | 8    | 8    | 8    | 4    |       |

Légende : en gras le pays organisateur.